# Trận Mars-la-Tour
Trận Mars-la-Tour, còn được gọi là Trận Vionville, Trận Vionville–Mars-la-Tour hay trận Rezonville theo tên các ngôi làng nằm trên đường Metz-Verdun, là một trận đánh khốc liệt trong cuộc Chiến tranh Pháp-Đức, diễn ra gần thị trấn Mars-la-Tour trên mạn đông bắc nước Pháp vào ngày 16 tháng 8 năm 1870. Tại đây hai quân đoàn Phổ thuộc Tập đoàn quân số 2 dưới quyền Thân vương Friedrich Karl đã chạm trán phải toàn bộ 5 quân đoàn của Tập đoàn quân Rhine (Pháp) do Thống chế François A. Bazaine chỉ huy và cuối cùng buộc quân Pháp phải rút trở lại hướng Metz với thiệt hại nặng nề cho cả hai phe.
Sau những thất bại mở màn của quân đội Pháp đầu tháng 8 năm 1870, cánh quân Bazaine phải rút về tập trung ở Metz, sau đó rút về thành cổ Verdun và đến Châlons-sur-Marne để hội quân với Thống chế MacMahon. Phải sau một tuần lễ trì trệ, Bazaine mới bắt đầu hành quân khỏi Metz vào ngày 14 tháng 8. Hôm sau, Tổng tham mưu trưởng Helmuth von Moltke điều Tập đoàn quân số 2 Phổ vượt sông Moselle nhằm cắt đường rút của Bazaine lên mạn bắc. Tưởng rằng quân tiền vệ Pháp đã gần đến sông Meuse, Friedrich Karl huy động bộ phận chủ lực của mình "truy kích" theo hướng tây, ngoại trừ Quân đoàn III dưới quyền Trung tướng Constantin von Alvensleben và Quân đoàn X dưới quyền Thượng tướng Bộ binh Konstantin von Voigts-Rhetz tiến lên phía bắc. Ngày 16 tháng 8, Alvensleben đã tiếp cận chủ lực quân Pháp và, do tin những gì mình thấy là cánh quân đoạn hậu của lực lượng Pháp đang triệt thoái, ông lập tức xua quân tấn công. Dù chiếm được Vionville và Flavigny, quân Phổ sớm bị chặn đứng và Alvensleben nhận ra rằng mình đã đối mặt với toàn bộ quân chủ lực Pháp. Tuy vậy Bazaine và tướng sĩ dưới quyền không hề chớp lấy thời cơ để tập trung quân phản công xóa sổ Quân đoàn III Phổ.
Quân kỵ binh hai bên đều mở những đợt xung phong dữ dội trong cả ngày hôm ấy và trận đánh đã trở thành một ngày vinh quang đối với kỵ binh Phổ. Buổi chiều, Voigts-Rhetz đưa Quân đoàn X vào tăng viện cho Alvensleben. Bộ Tư lệnh Sư đoàn 19 (Quân đoàn X) hạ lệnh tấn công cái mà họ tưởng là sườn nhưng thật ra là chính diện quân Pháp. Sư đoàn Grenier của Pháp đã bẻ gãy được cuộc tiến công này, nhưng phản công thất bại. Trong khoảng thời gian tới, pháo binh Phổ hình thành một trận tuyến dày đặc và thổi bay mọi đợt phản kích đơn lẻ của quân Pháp. Giao tranh tiếp diễn đến tối cho đến khi cả hai phe hầu như cạn sạch đạn dược. Mặc dù kết quả chiến thuật của trận chiến là bất phân thắng bại, quân Phổ đã cắt được con đường đến Verdun buộc Bazaine phải rút quân trở lại hướng đông.

## Bối cảnh
Ngày 6 tháng 8 năm 1870, trong khi Tập đoàn quân số 3 Đức do Thái tử Friedrich Wilhelm chỉ huy đè bẹp Quân đoàn I Pháp dưới quyền Thống chế Mac-Mahon ở Frœschwiller-Wœrth về hướng nam, các thành phần thuộc Tập đoàn quân số 1 và 2 Đức đánh thắng Quân đoàn II Pháp do Frossard chỉ huy ở Spicheren-Forbach trên mạn bắc. Hai thất bại mở màn này đã giáng một đòn nặng nề vào tinh thần chiến đấu của Tập đoàn quân Rhine do Hoàng đế Napoléon III trực tiếp chỉ huy và dẫn đến sự chia cắt hai bộ phận quân Pháp. Trước tình hình đó, vào ngày 7 tháng 8 năm 1870, Napoléon sai 3 quân đoàn I, V, VII rút về Châlons-sur-Marne để thành lập một tập đoàn quân mới do MacMahon trực tiếp chỉ huy, trong khi 5 quân đoàn chủ lực Tập đoàn quân Rhine gồm 5 quân đoàn tập kết tại Metz, trước khi rút về thành cổ Verdun trên sông Meuse và đến Châlons để hội quân với MacMahon. 5 ngày sau, Napoléon trao quyền tổng chỉ huy Tập đoàn quân Rhine cho Thống chế Bazaine, nguyên Tư lệnh Quân đoàn III. Sau một tuần lễ thụ động, Bazaine bắt đầu rút quân qua sông Moselle để rời Metz đến Verdun vào ngày 14 tháng 8.

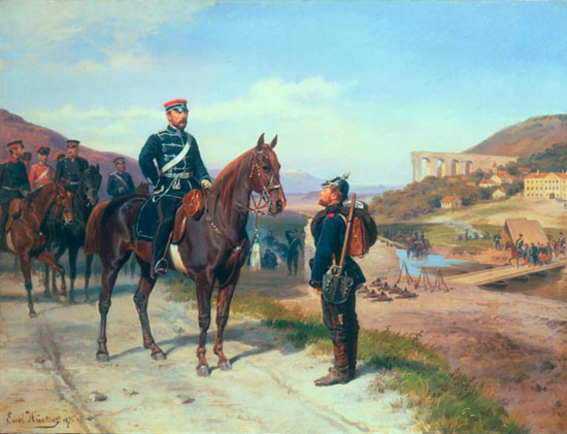
Friedrich Karl qua nét vẽ của Emil Hünten, tranh sơn dầu trên vải bạt (1870).

Sau khi nhận định lại tình hình từ hai trận Frœschwiller và Spicheren, Bộ Tổng Chỉ huy quân đội Phổ-Đức – đứng đầu là Thượng tướng Bộ binh Helmuth von Moltke – đã đề ra các kế hoạch quy định Tập đoàn quân số 3 sẽ tiếp tục truy đuổi cánh quân MacMahon và Tập đoàn quân số 1 do Thượng tướng Bộ binh Karl Friedrich von Steinmetz chỉ huy sẽ giữ chân Bazaine tại khu vực Metz, trong khi Tập đoàn quân số 2 do Thân vương Friedrich Karl chỉ huy sẽ lấy Tập đoàn quân số 1 làm trục xoay để tiến vào giữa hai tập đoàn quân Đức và vượt sông Moselle gần Pont-à-Mousson về phía nam Metz nhằm cô lập hoàn toàn Bazaine khỏi MacMahon trên mạn bắc. Buổi chiều ngày 14 tháng 8, Tập đoàn quân số 1 đã tiếp cận các lực lượng Pháp đóng giữ trên khu vực cao phía đông Metz. Quan sát thấy quân Pháp đang rút lui, hai quân đoàn I và VII của Phổ đã quyết định tấn công nhằm trì hoãn đối phương bằng mọi giá và giúp Tập đoàn quân số 2 tạo thế hợp vây theo dự kiến của Molke. Quyết định này dẫn đến trận Borny-Colombey, nơi hai bên đánh bất phân thắng bại nhưng cuộc triệt thoái của Bazaine đã bị trì hoãn đáng kể. Hôm sau, Moltke ban đầu chưa cho phép Tập đoàn quân số 2 vượt sông Moselle để đề phòng quân Pháp phản công Tập đoàn quân số 1. Sau khi nắm được tiến độ triệt thoái lề mề của quân Pháp, vua Phổ là Wilhelm I sai Moltke điều Tập đoàn quân số 2 vượt sông Moselle rồi tiến về phía tây và cấp tốc lên phía bắc để khóa chặt con đường Metz-Verdun. Trên tinh thần "Sứ mệnh lệnh", Moltke giao cho Friedrich Karl toàn bộ quyền chỉ đạo hoạt động này.
Cả Moltke và Friedrich Karl đều không được thông tin chính xác về tình hình quân Pháp. Quân kỵ binh tuần tiễu của lữ đoàn Redern đã thông báo với Bộ Chỉ huy Tập đoàn quân số 2 về sự hiện diện của sư đoàn kỵ binh Forton (Pháp) tại Vionville, nhưng không thể xác định đây là quân tiền vệ, hậu vệ hay lực lượng yểm trợ sườn của Bazaine. Trước tình hình đó, Bộ Tư lệnh Tập đoàn quân số 2 đặt giả định rằng quân tiền vệ của Bazaine đã gần đến sông Meuse và một đợt tấn công chóng vánh theo hướng bắc có lẽ sẽ đánh trúng sườn của các đội hình quân Pháp đang hành quân. Theo các mệnh lệnh của mình vào đêm ngày 15 tháng 8, Friedrich Karl huy động quân chủ lực Tập đoàn quân số 2 gồm các Quân đoàn Vệ binh, XII, IV, và IX, sau khi vượt sông Moselle, tiếp tục "truy kích" Bazaine về sông Meuse (thay vì đánh lên mạn bắc theo ý định thực tế của Moltke), trong khi Quân đoàn III di chuyển lên phía bắc theo hướng Vionville và Quân đoàn X di chuyển về phía tây bắc theo hướng Fresnes-en-Woëvre. Trong ngày hôm ấy, sau khi đánh nhiều trận lẻ tẻ với quân kỵ binh Phổ, sư đoàn kỵ binh Forton đã rút về Vionville mà không hề thăm dò thực lực đối phương. Quân đoàn III hành quân với tốc độ cao đến mức binh lính còn không có thời gian để ăn. Sư đoàn bộ binh số 5 Phổ vượt sông Moselle bằng cây cầu tại Novéant, trước đó người Pháp đã thất bại trong việc phá hủy nó. Sư đoàn bộ binh số 6 dựng một cây cầu phao tại Champey rồi vận chuyển pháo và quân nhu qua Pont-à-Mousson. Các sư đoàn đến vị trí tập kết vào nửa đêm và họ chỉ có một ít thời gian để ngủ.
Người Pháp rút về phía tây từ ngày 13 tháng Tám, bị trận Borny-Colombey làm dán đoạn và chỉ được bắt đầu lại vào ngày 15. Kị binh hai bên đã giao chiến suốt ngày hôm ấy và người Đức thành công trong việc đẩy quân Pháp về Metz. Friedrich Karl gửi một bức điện tín đến trụ sở hoàng gia rằng các báo cáo từ Quân đoàn III đã thuyết phục ông rằng quân Pháp đang rút lui về phía Meuse với tốc độ tối đa và Tập đoàn quân thứ hai sẽ phải nhanh chóng cắt đứt đường rút của họ. Lúc 19 giờ Friedrich Karl lệnh cho quân đoàn III tiến lên qua Mars-la-Tour và Vionville. Quân đoàn X cùng với hai sư đoàn kị binh tiến về phía Tây-Bắc và hỗ trợ với quân đoàn ba ở bên cạnh họ. Quân Pháp, thực tế không rút quân hết tốc lực như người Phổ nghĩ. Nhưng trận giao chiến với kị binh Phổ, những con đường tắc nghẽn bởi xe quân nhu cùng với sự rối loạn vị trí của các quân đoàn đã khiến vị thống chế của tập đoàn quân sông Rhine François Achille Bazaine trì hoãn việc rút lui từ 4 giờ sáng đến tận chiều ngày 16. Nhiều sĩ quan Pháp vẫn còn đang loay hoay với việc tổ chức lại quân nhu và các đơn vị của mình khi trận đánh nổ ra. Tính toán sai lầm của bộ chỉ huy tập đoàn quân số hai khiến cho đơn độc quân đoàn III phải chống lại toàn bộ các Tập đoàn quân sông Rhine mà không có bất cứ hỗ trợ nào trong nhiều giờ. Quân Pháp hoàn toàn có đủ khả năng để tiêu diệt quân Phổ và rút lui về Meuse giáng một đòn chí mạng vào Tập đoàn quân số hai của Phổ.

## Trận đánh

### Buổi sáng
Tối ngày 15 tháng Tám chỉ huy quân đoàn X Konstantin Bernhard von Voigts-Rhetz lệnh sư đoàn kị binh số 5 dưới quyền tướng Paul von Rheinbaben trinh sát-chiến đấu với quân Pháp tại Rezonville. Vào lúc 8h30 các lữ đoàn long kị binh Murat vẫn còn bận nấu ăn trong trại phía tây Vionville mà không để quân tuần tiễu nên lữ đoàn khinh kị binh Redern tiếp cận họ dễ dàng. Pháo binh Đức nhanh chóng tập hợp ở điểm cao gần đó và bắt đầu bất thần bắn nát quân Pháp. Các khẩu đội pháo khác cũng bắt đầu kéo đến và làm kị binh Pháp tháo chạy về cao nguyên Rezonville. Pháo-ngựa kéo của Đức tức tốc tiến lên vào bắn vào lữ đoàn kị binh Gramont đang đóng trên Rezonville. Vào lúc 9h30 kị binh Đức không thể hỗ trọ kịp thời cho pháo binh khi mà quân Pháp bắt đầu tập hợp và kéo về Vionville đưa quân Đức vào trong tầm bắn của họ. Pháo binh Đức chuyển sang bắn vào bộ binh Pháo đang tiến lên và bị hỏa lực Pháp đáp trả dữ dội.

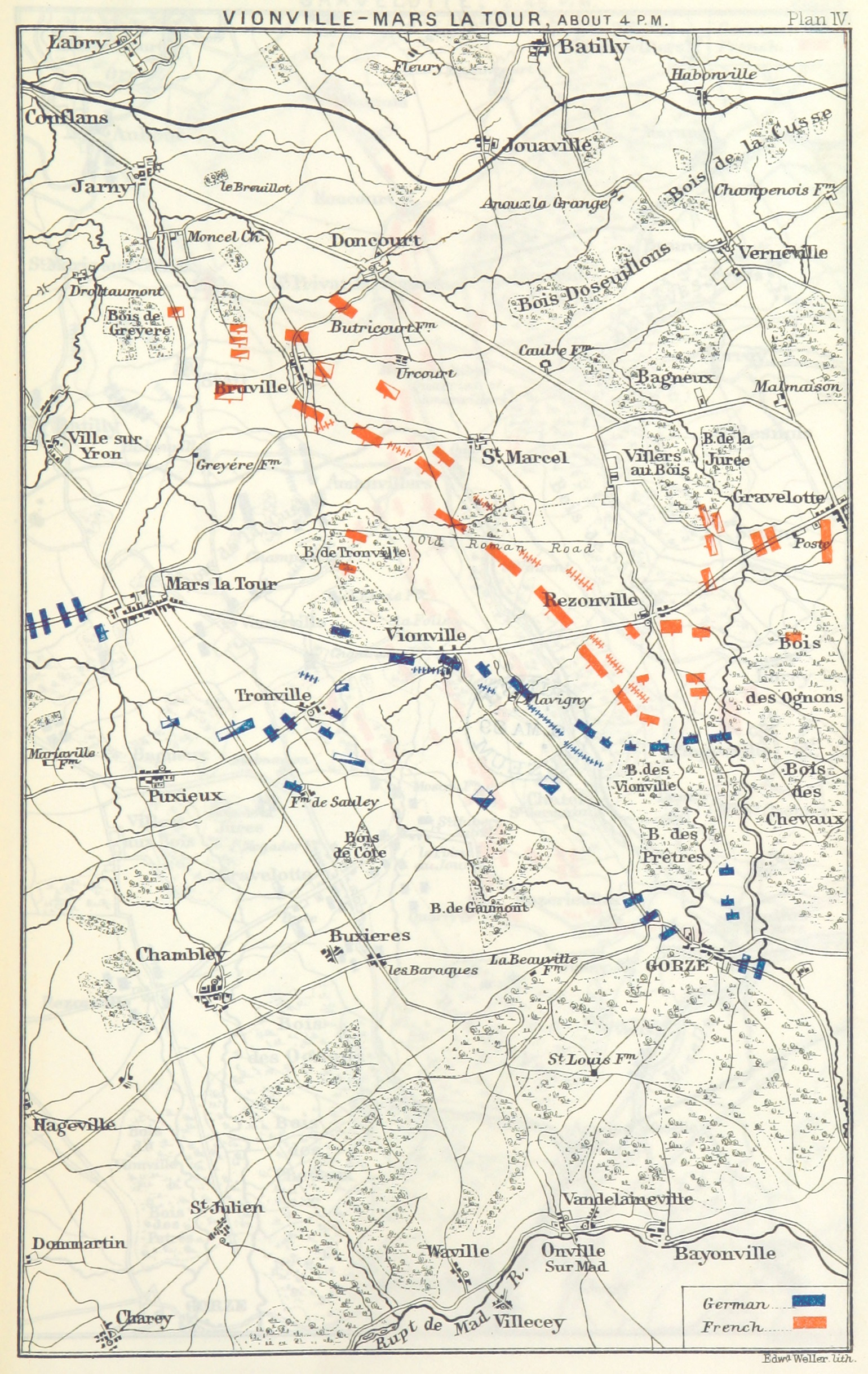
Các vị trí lúc 16h và bản đồ chung của khu vực

Lúc 2h Alvensleben lệnh cho sư đoàn kị binh số 6 vượt sông Moselle vào lúc 5h30 và dẫn đầu quân đoàn III. Lúc 7h họ được sư đoàn kị kinh số 5 thông báo về các vị trí của kị binh của Pháp gần Rezonville. Alvensleben ban đầu nghĩ đây là lực lượng còn rớt lại của tập đoàn quân Rhine, ông lệnh cho sư đoàn kị binh số 6 tấn công nhằm quét sạch quân Pháp khỏi cao nguyên Rezonville. Một lữ đoàn kị binh do Trung tá Rauch đãn đầu tấn công điểm cao và họ bị hỏa lực từ Bois de Vionville đẩy lùi với thiệt hại nặng nề. Lữ đoàn của Grüter thành công hơn vào lúc 9h15 khi họ đánh tan lính bộ binh Pháp trong khi pháo binh Phổ bắn nát bất cứ đơn vị Pháp nào đánh ra từ Bois de St. Arnould.
Người Pháp đáp trả với lực lượng áp đảo. Quân đoàn 6 Pháp dưới quyền nguyên soái François Certain Canrobert gửi hai sư đoàn tới Vionville và Flavigny. Quân đoàn 2 Pháp của tướng Charles Auguste Frossard thì gửi sư đoàn Bataille chiếm lấy Vionville , sư đoàn Verge đi chiếm các điểm cao ở Gorze và lữ đoàn Lapasset chiếm lấy Bois de St. Arnould. Lúc 10h kị binh Đức sớm rút lui trước đội quân hùng hậu của Pháp. Vào lúc này quân Phổ mới chỉ tham chiến bằng hai sư đoàn kị binh số 5 và 6.
Quân đoàn III vốn đã tập hợp từ thung lũng Moselle vào sáng ngày 16. Lúc 7h30 sư đoàn 5 bộ binh hành quân dọc theo con đường từ Novéant tới Gorze mà mục tiêu của họ là Vionville Tiền quân của họ là lữ đoàn 9 bộ binh dưới quyền tướng von Döring đến Gorze lúc 9h khi mà sư đoàn 6 kị binh đã triển khai lại quân ở đây. Họ nhận được báo cáo từ tiền quân cùng tin báo sự có mặt của Sư đoàn 6 kỵ binh (Pháp) đang tiến vào Gorze dọc theo cao nguyên Rezonville. Quân Phổ bắt đầu tăng dần lên cao nguyên vào khoảng 9h họ định hất quân Pháp khỏi Rezonville nhưng bị hỏa lực bộ binh Pháp áp đảo, hai khối kị binh của quân Phổ bị hỏa lực bộ binh Pháp đẩy lùi.
Von Stülpnagel mới đầu nghĩ rằng lữ đoàn 9 bộ binh là đủ để đánh bại bước tiến của người Pháp và các đơn vị còn lại tiếp tục tới Flavigny nhưng khi thực tế chiến trường nhanh chóng làm ông thay đổi ý nghĩ. Vị tướng lệnh cho chỉ huy khẩu đội pháo Gallus đem toàn bộ 24 khẩu pháo của sư đoàn 5 bộ binh ra nghênh chiến. Sư đoàn 1 bộ binh Pháp tràn lên cao nguyên và tìm cách đánh tạt cả hai bên sườn của quân Phổ mặc dù vậy họ gặp kháng cự dữ dội. Trung đoàn 48 bộ binh với hai tiểu đoàn được tiếp viện thêm ba đại đội từ Tiểu đoàn 3 súng trường đã giáp lá cà quyết liệt với quân Pháp tại Bois de Vionville và tới 11h họ cơ bản kiểm soát được vị trí này. Về phía đông, Trung đoàn Cận vệ Phổ tiến thẳng về phía bắc từ Gorze và hai tiểu đoàn của nó dần đẩy lữ đoàn Lapasset Pháp về Bois de St. Arnould. 

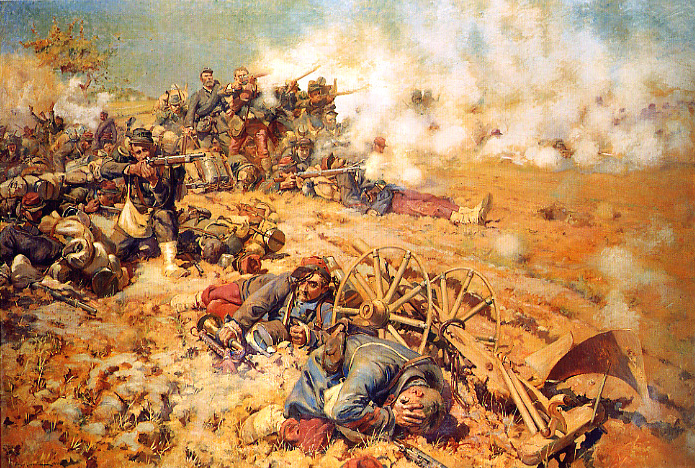
La ligne de feu, 16 août 1870 của Pierre-Georges Jeanniot (1886). Bộ binh Pháp trong trận chiến Mars-la-Tour.

Phía Tây, một tiểu đoàn bộ binh fusilier của trung đoàn 48 bộ binh cố gắng tạt sườn quân Pháp nhưng quân số áp đảo của đối phương nhanh chóng bắn nát họ. Toàn bộ tiểu đoàn bị tàn sát và bị đánh tan. Tổn thất của đơn vị này làm lộ ra một khoảng trống chết người trên tuyến quân của Phổ khi Pháo binh của họ bị lộ ra trước hỏa lực của Pháp. Trước tình thế đó Tiểu đoàn 1 của Thiếu tá Schlippenbach thuộc Trung đoàn Bộ binh 52, Lữ đoàn Bộ binh 10 tiến vào các đại đội bạn đang tan rã nhằm thu hẹp khoảng cách và cứu lấy pháo binh Đức hiện đang lộ diện. Giờ thì họ phải hứng chịu hỏa lực kinh khiếp của bộ binh Pháp, tiểu đoàn hứng chịu thiệt hại nặng, hầu hết sĩ quan chỉ huy đều hy sinh hoặc bị thương nhưng đổi lại họ đã mua thêm thời gian cho quân Phổ kéo thêm quân tới cứu viện. Tướng Von Döring hy sinh khi đang cố gắng củng cố lại cánh trái lữ đoàn 9 của mình. Quân Pháp thừa cơ xông lên nhằm tận diệt cánh trái đổ nát của sư đoàn 5, nhưng rồi Tiểu đoàn 2 và tiểu đoàn fusilier của Trung đoàn Bộ binh 52 dưới quyền Đại tá von Wulffen tức tốc tiến lên cao nguyên dùng súng trường và lưỡi lê để đánh bật quân Pháp về Flavigny. Quân Đức thiệt hại nặng khi chỉ huy tiểu đoàn fusilier Thiếu tá Herwarth von Bittenfeld bị giết và chỉ huy của Tiểu đoàn 2 Thiếu tá von Bünau bị thương cùng với việc họ cạn sạch đạn dược, nhưng, với với sự dũng cảm tuyệt vời họ đã giữ được trận tuyến của mình. Thành công trên cũng mang đậm ảnh hưởng từ các khẩu đội pháo của quân đoàn III đóng tại Tronville đã giã nhừ tuyến quân Pháp cho cuộc phản công của trung đoàn 52. Lúc 12h, thời điểm này Quân đoàn X gửi quân tiếp viện gồm hai tiểu đoàn bộ binh, hai khối kị binh và một khẩu đội pháo đến giúp sức cho sư đoàn 5 bộ binh tăng số pháo lên 30 khẩu và thành lập một vị trí vững chắc cho quân Đức đứng chân. Điều này khiến phía Pháp phải sử dụng đến những khẩu kháo dự trữ của mình để giúp sức cho quân đoàn 2.
Phần còn lại của quân đoàn cùng với Alvensleben, bao gồm Sư đoàn bộ binh số 6 và pháo binh của quân đoàn bắt đầu di chuyển từ Arnaville sang Mars-la-Tour lúc 5h. Vào lúc 6h30, họ nhận được một báo cáo trinh sát kỵ binh về đội hình của Pháp giữa Vionville và Tronville. Vào lúc 08 giờ, sư đoàn phát hiện ra các vị trí của quân Pháp. Alvensleben đích thân quan sát các vị trí của Pháp và ông tin rằng mình phải đối mặt với hậu quân Pháp, Alvensleben ra lệnh cho Sư đoàn bộ binh số 6 di chuyển về phía bắc qua Mars-la-Tour và chặn đường rút lui của Pháp về phía tây. Pháo binh của sư đoàn dưới quyền Thiếu tướng von Bülow di chuyển và tạo thành một tuyến pháo binh vào lúc 10h30, bắn phá bộ binh Pháp giữa Vionville và Flavigny nhằm chuẩn bị cho cuộc tấn công của bộ binh Đức. Hỏa lực bộ binh Pháp gây thương vong cho pháo binh Đức khi mà họ thiếu sự hỗ trợ của bộ binh.

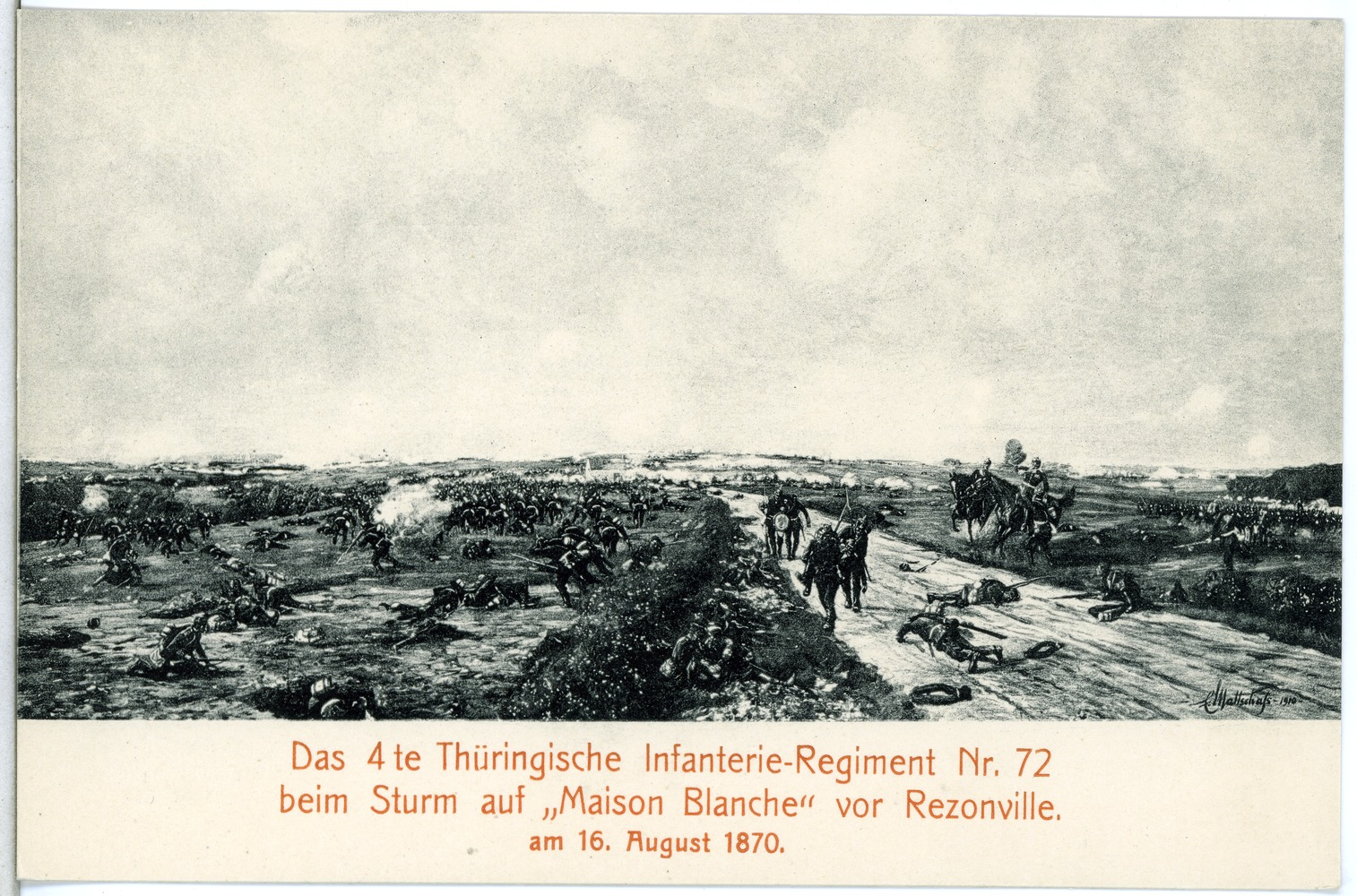
Trung đoàn bộ binh Thuringian 72 tấn công Maison Blanche trước Rezonville vào ngày 16 tháng 8 năm 1870.

Sư đoàn 6 bộ binh giờ đang nằm trên tuyến Tronville. Trung tướng Gustav von Buddenbrock, chỉ huy sư đoàn, đích thân tiến hành một cuộc trinh sát qua khu vực Vionville-Flavigny. Thấy rằng cả hai ngôi làng đang đầy ắp lính Pháp, ông tập trung toàn bộ lực lượng để xử lý đám lính này. Lữ đoàn 12 của ông tiến dọc theo hai bên đường từ Mars-la-Tour đến Vionville, trong khi Lữ đoàn 11 sử dụng con đường từ Tronville. Hai trung đoàn Đức, 35 và 64, phát động một cuộc tấn công hoàn hảo vào Vionville, các đại đội Đức tiến về phía trước được tổ chức rất tốt, sử dụng khe núi và rừng để che giấu sự hiện diện của mình, rồi bất thần xả súng ở khoảng cách 300 mét và đồng loạt tấn công ngôi làng từ phía bắc, phía tây và phía nam lúc 11 giờ 30. Trận đánh kết thúc trong chưa đầy 30 phút khi trung đoàn Pháp đóng quân ở đây bị áp đảo nhanh chóng đầu hàng . Chiến thắng chớp nhoáng này là kết quả trực tiếp của việc huấn luyện kỹ lưỡng thời bình của các đại đội và tiểu đoàn bộ binh Đức cùng với đó là các sĩ quan luôn đề ra những cách đánh sáng tạo và đầy hiệu quả.
Cuộc tấn công ban đầu vào Flavigny bởi một tiểu đoàn của Trung đoàn 35 đã không thành công cho lắm khi mà hỏa lực bộ binh Pháp đã chém nát đơn vị này khi họ cố gắng băng qua ngọn đồi nghĩa trang gần Flavigny. Mặc dù vậy, quân Đức chiếm được Flavigny vào lúc 12h nhờ vào hỏa lực pháo binh Phổ đã biến toàn bộ cứ điểm của quân Pháp thành một đống đổ nát. Các trung đoàn từ Sư đoàn Bộ binh 6 và 5 xông vào làng từ phía tây và phía nam, đảm bảo sự vững chắc cho chiến tuyến của Quân đoàn III cho đến hết ngày hôm ấy. Hai tiểu đoàn của Sư đoàn 5 Bộ binh tiến lên phía bắc từ Flavigny để chiếm các vùng đất ở phía trước họ trong khi đó Sư đoàn bộ binh số 6 đẩy lùi quân Pháp dọc theo con đường đến Rezonville.

### Buổi Chiều
Khi Vionville và Flavigny thất thủ và Quân đoàn 2 của Pháp phải thoái rút về phía Rezonville, lúc 12h30 Bazaine và Frossard lệnh cho kỵ binh ổn định lại mặt trận. Sư đoàn 3 Thương Kỵ Binh tại Rezonville được lệnh tấn công các đơn vị Phổ đang theo sát nhưng không có bất cứ một mục tiêu cụ thể nào được chỉ ra vì "không có đối tượng tấn công xác định nào được chỉ ra cho họ". Lực lượng vệ binh thiết kỵ chuyển sang tấn công, bốn khối kỵ binh xếp thanh hai hàng với khối thứ năm là dự bị. Các đại đội bộ binh Phổ dàn hàng và nhanh chóng tàn sát họ ở cự ly 200 mét. Quân Pháp mất 230 người và 243 con ngựa, số còn lại bỏ trốn như một đám tàn quân bất lực. Trung tá Leo von Caprivi, Tham mưu trưởng Quân đoàn X, khuyên trung đoàn 17 Hussars của Rauch truy quét đám tàn quân vô tổ chức Pháp vào lúc 12h45. Rauch nhanh chóng làm thế trong khi trung đoàn 11 Hussars của Trung tá Eberstein tiếp tục săn lùng những người lính bộ binh Pháp. Họ cũng phá hủy một khẩu đội pháo của Lực lượng Vệ binh Pháp và bắt giữ các khẩu súng, nhưng không thể lôi chúng đi vì không có ngựa kéo. Tiểu đoàn súng trường 3 của Pháp và hai khối kỵ binh Pháp lao đến buộc quân Đức phải rút lui.

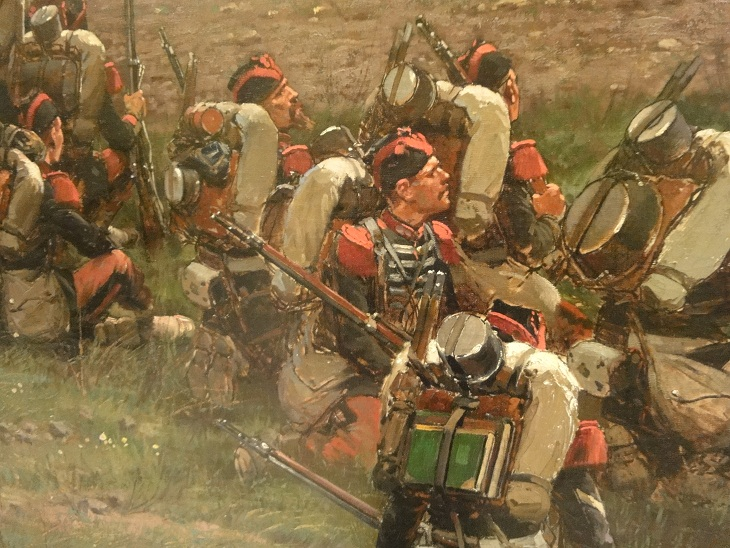
Lính ném lựu của Vệ binh Hoàng gia Pháp. Chi tiết từ bức tranh của Édouard miêu tả chi tiết về trận chiến Rezonville.

Khi thất bại của Quân đoàn 2 trở nên rõ ràng, Alvensleben ra lệnh cho Sư đoàn 6 kỵ binh truy đuổi. Cùng lúc đó, Bazaine mới chuyển Sư đoàn lính phóng lựu và lính Voltigeur về phía trước để hỗ trợ cho Quân đoàn 2. Do đó, Sư đoàn kỵ binh số 6 bị chặn lại trên cao nguyên Rezonville vào lúc 13h bởi một đợt hỏa lực của bộ binh và pháo binh Pháp trước khi nó có thể triển khai đầy đủ và buộc phải rút cả hai lữ đoàn của mình sau những tổn thất nặng nề. Mặc dù phải hứng chịu thiệt hại nặng, quân kỵ binh mua thời gian đủ cho pháo binh Đức di chuyển đến các vị trí thuận lợi hơn. Pháo binh Đức nã đạn dồn dập vào bộ binh Pháp, buộc người Pháp phải thoát lui ngăn họ khai thác sự thiếu hụt đạn dược trầm trọng bộ binh hay lực lượng Kỵ binh đã tơi tả của người Đức. Khi Sư đoàn Bộ binh Phổ số 6 tiến vào Rezonville, họ phải chịu hỏa lực bộ binh và pháo binh của Quân đoàn 6 của Canrobert ở phía bắc dọc theo con đường được gọi là La Mã, buộc sư đoàn Phổ phải ngừng cuộc tấn công và xoay về phía bắc. Quân Phổ bị tổn thất nặng nề từ súng của Pháp. Cả hai bên đều chịu thương vong ghê gớm khi quân Phổ đánh bật tất cả các cuộc tấn công của người Pháp vào vị trí của họ nhưng chịu thương vong cao dưới hỏa lực dữ dội của người Pháp. Lữ đoàn 10 của Sư đoàn 5 Bộ binh tiến vào Rezonville từ phía nam tới đường Metz-Verdun nhưng sau đó bị đánh bật trở lại bởi hỏa lực bộ binh áp đảo của quân Pháp, súng trường tầm xa của Pháp giết chết hoặc làm bị thương gần như tất cả các sĩ quan của lữ đoàn. Sau trận kịch chiến Lữ đoàn 10 rút lui về Vionville và Flavigny khi hết sạch đạn và phần lớn binh 
lực tiêu hao.

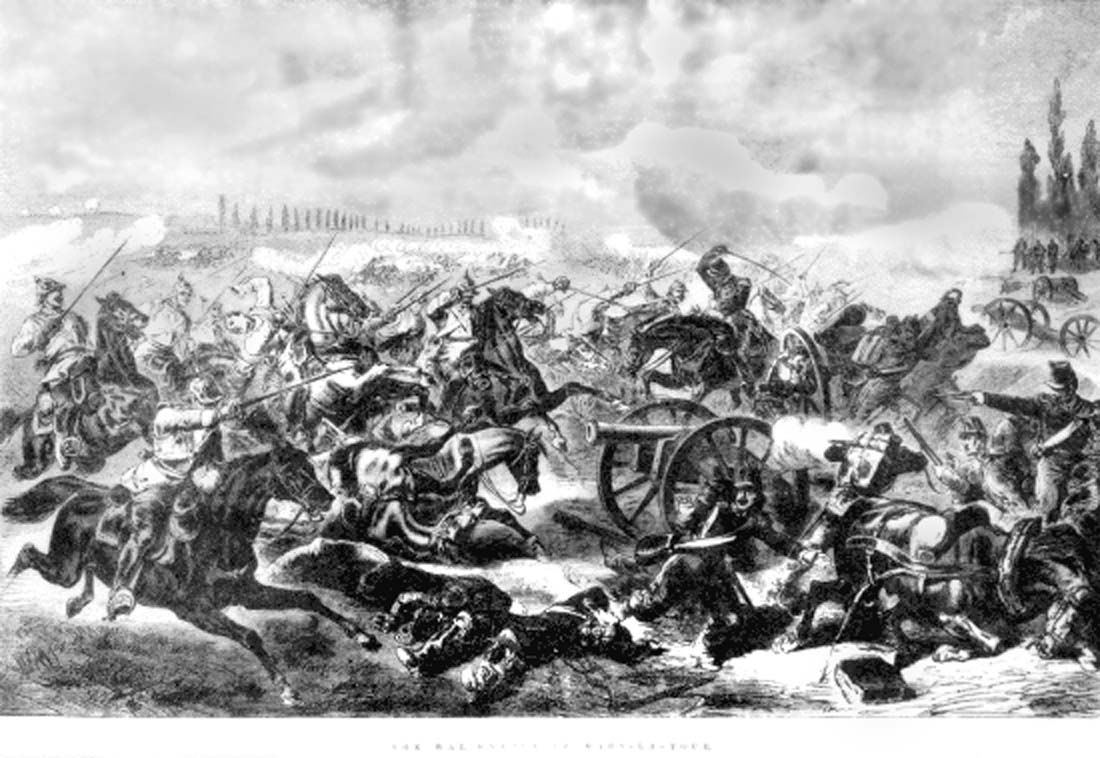
Đòn tấn công tử thần của Von Bredow - Trung đoàn thiết kỵ số 7 của Phổ tàn sát pháo binh Pháp. Minh họa của báo Canada, ngày 19 tháng 11 năm 1870.

Bazaine nhận thấy có thêm lực lượng Phổ từ thung lũng Moselle chống lại cánh trái của ông ta và coi đây là mối đe dọa chính tới vị trí của mình. Theo đó, vào buổi trưa, ông tái triển khai Vệ binh Hoàng gia, Sư đoàn Voltigeur và tàn quân được tái lập của Quân đoàn 2 bên cánh trái. Tất cả các lực lượng sẵn có khác được lệnh đập tan cánh trái của quân Phổ. Vào lúc 13 giờ 30 phút, hai sư đoàn Pháp tiến vào cánh trái của quân Đức ở phía tây Vionville, đằng sau họ là cả Quân đoàn 4 đang trên đường đến. Một lữ đoàn quân đoàn X đã được gửi đến chiến trường để tiếp viện cho quân Đức lúc 11h45 nhận nhiệm vụ bảo vệ khu rừng gần Tronville vào lúc 12h30. Hỏa lực tầm xa của quân đoàn Pháp sớm bắn thiệt hại nặng đơn vị này trong khi quân Phổ không thể đáp trả do tầm bắn thấp của súng Dreyse. Quân đoàn III lúc này đã kiệt sức, nhận thấy hỏa lực của quân Đức suy yếu, Canrobert cho quân tấn công chiếm lại Vionville. Lúc ấy là 14h, Quân đoàn III của Alvensleben phải đối mặt với bốn quân đoàn Pháp được triển khai. Ông biết rằng bộ binh lúc này đã kiệt quệ trong khi Pháo binh vẫn đang bắn phá dữ dội nhưng không đủ để đẩy lùi quân địch. Quân Kỵ binh đã tham chiến từ đầu trận đánh và chịu thiệt hại nặng nhưng họ là đơn vị duy nhất khả dĩ để ngăn chặn cuộc tấn công dữ dội của Canrobert. Nói cách khác, ông quyết định hy sinh kỵ binh còn lại của mình để cứu lấy bộ binh và pháo binh quân đoàn hay ít ra, mua thêm một chút thời gian nữa. Alvensleben chỉ đạo Sư đoàn kỵ binh số 5 vốn đã kiệt sức bảo vệ sườn trái của quân đoàn với hai lữ đoàn, trong khi lữ đoàn kỵ binh nặng dưới quyền Thiếu tướng Friedrich Wilhelm Adalbert von Bredow sẽ là mũi dùi tấn công. Để đảm bảo mệnh lệnh rõ ràng Alvensleben gửi tham mưu trưởng của mình,Đại tá von Voigts Rhetz trực tiếp đến lữ đoàn của Bredow với quân lệnh "làm câm họng pháo binh của Canrobert trên con đường La Mã".

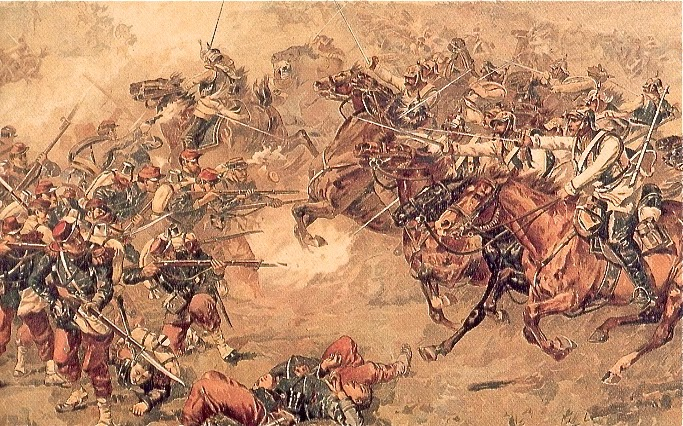
Cuộc xung phong của Trung đoàn thiết kỵ thứ 7 qua nét vẽ của Franz Amling, 1890.

Được lưu ý rằng "nó sẽ có giá của nó", vị thiếu tướng cẩn thận sắp xếp lữ đoàn của mình.Vốn ban đầu có ba trung đoàn gồm Trung đoàn Thiết kỵ binh số 7,Trung đoàn Long Kỵ binh số 13 cùng với Trung đoàn Thương kỵ binh số 16 ,song quá trình chiến đấu đã làm họ mất đi trung đoàn long kỵ binh 13 và giờ đây Bredow chỉ còn lại hai trung đoàn và một ít binh ngựa từ trung đoàn long kỵ binh 19. Lúc 14h, những người lính kỵ binh phóng ra từ tuyến quân của mình để tung ra một cuộc tấn công mà về sau nổi danh với cái tên "cuộc tấn công tử thần của Von Bredow". Lữ đoàn sử dụng độ dốc ở phía bắc Vionville cùng với khói súng để che giấu sự hiện diện của mình cho tới những giây phút cuối cùng. Khi còn cách khoảng 1000m họ bất thần lao thẳng vào đánh tan nát hai tuyến cả bộ binh và pháo binh Pháp. Lính của Canrobert tháo chạy toán loạn cộng thêm pháo Đức vẫn bắn phá dồn dập làm bộ binh Pháp tan vỡ hết hàng ngũ. Kỵ binh Pháp gồm 2 lữ đoàn thuộc sư đoàn kỵ binh của Forton với quân số gần 3100 binh mã cố gắng tạt sườn và bọc hậu đám lính Phổ liều lĩnh nhưng lại bị chính bộ binh Pháp, những người bắn bất cứ lính kỵ binh nào họ nhìn thấy, đốn hạ. Khoảng 15h von Bredow thành công trong việc gây ra thiệt hại nặng nề cho pháo binh Pháp đồng thời làm toàn bộ đội hình địch rối tung lên mở đường máu thoát về dưới sự yểm trợ hỏa lực của pháo binh Phổ.Trong số 800 lính ban đầu giờ chỉ còn lại 420, mặc dù mất gần 50% quân số cuộc tấn công đã đem lại một đòn giáng chiến thuật khủng khiếp lên toàn quân Pháp mà bằng chứng là quân Pháp còn chẳng thể nào mà truy đuổi kỵ binh của Bredow nữa.

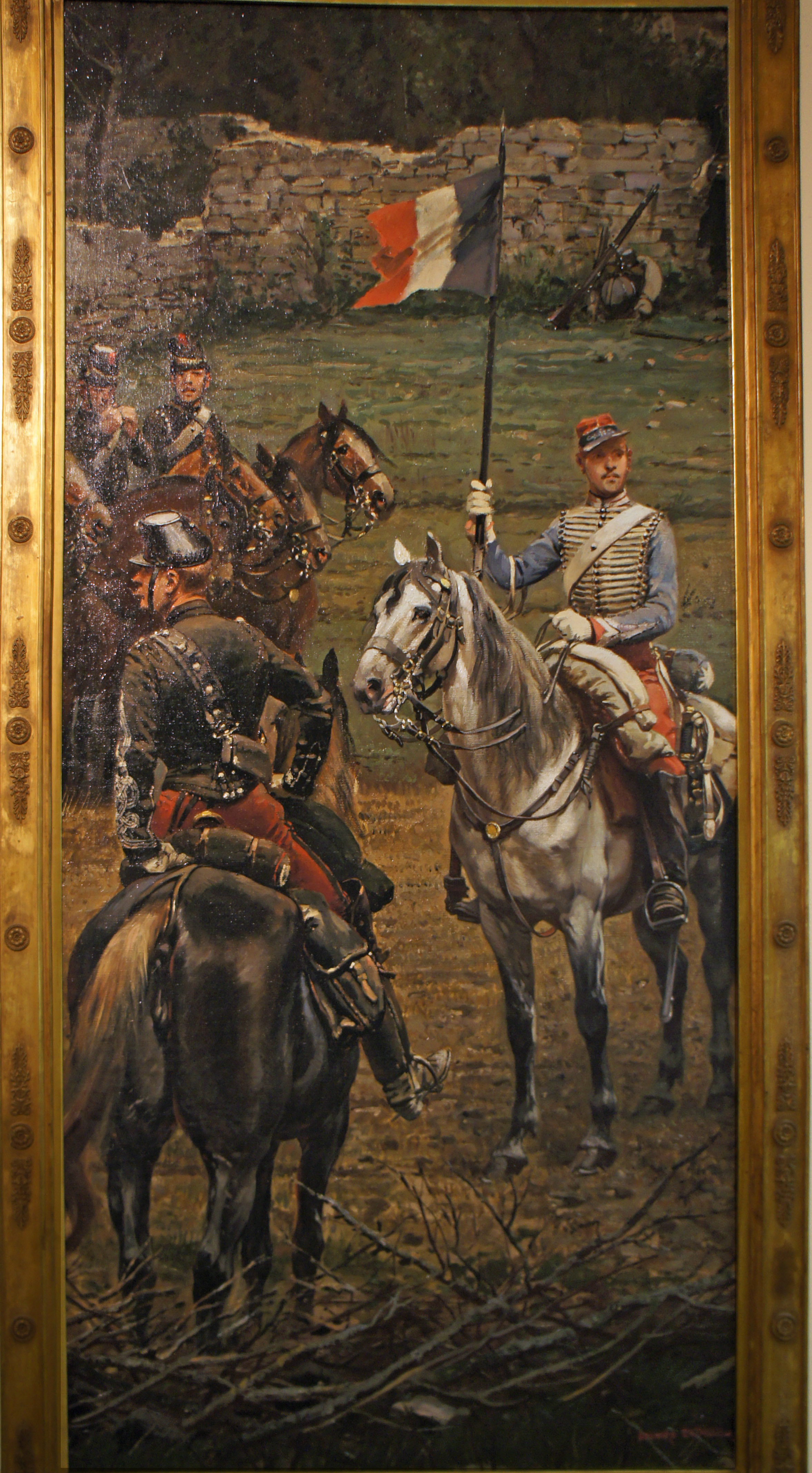
Ở bên phải, một trung sĩ sư đoàn 1 Hussar của Pháp mang cờ của Thống chế François Certain Canrobert. Ở bên trái, đội trưởng của đội 6, chasseurs à cheval, chỉ huy đội hộ tống bộ chỉ huy của Quân đoàn 6. Một phần từ bức tranh toàn cảnh của Édouard Chi tiết về Trận chiến Rezonville.

Thấy rằng quân đoàn 6 đã hỗn loạn, Bazaine ban lệnh cho quân đoàn này dừng tiến công. Áp lực dồn lên sư đoàn 6 bộ binh Phổ vốn tơi tả và cạn kiệt đạn bỗng dừng hẳn lại.Trận chiến về phía tây Rezonville quanh con đường Metz-Verdun biến thành một trận đấu pháo. Cánh trái quân Đức, lữ đoàn 11 kỵ binh của Tướng von Barby đóng giữ ở phía bắc Tronville. Hai bên đấu pháo cho tới khi Sư đoàn lính ném lựu từ Quân đoàn 4 đến nơi,quân Pháp bắt đầu tiến công vào lúc 14h45. Hỏa lực từ những người bộ binh và những khẩu súng mitrailleuses áp đảo kỵ binh của Barby ở cự ly 500 mét và quân Đức bị đánh lùi dần về Tronville. Bốn sư đoàn Pháp, hai từ Quân đoàn 3, sư đoàn Grenier từ Quân đoàn 4 của Tướng Landmirault và Sư đoàn Trixier từ Quân đoàn 6, bắt đầu dồn lên cánh trái của quân Đức và chuẩn bị tạt sườn quân Phổ. Khi hỏa lực từ Pháo binh Pháp tăng mạnh, tất cả các lực lượng Đức ở phía bắc Vionville bắt đầu rút dần và họ tiếp tục trì hoãn quân Pháp trong một giờ. Nhờ vào sự giúp đỡ của mặt đất ẩm ướt cản trở sự di chuyển của quân Pháp nên quân Phổ rút lui trong trật tự và quân đoàn III có thời gian tiếp tế lại đạn dược. Hỏa lực phản pháo của Pháp đã buộc các loại pháo tiên tiến của Phổ, vốn gần như cạn kiệt nguồn dự trữ đạn dược vì phải bắn phá gần như cả ngày, phải từ bỏ vị trí của mình và bổ sung đạn dược ở phía tây nam Vionville.

### Viện quân Đức kéo tới
Khi người Pháp đã dàn được quân với tỉ lệ áp đảo Quân Đoàn III chuẩn bị kết liễu nó, Sư đoàn Bộ binh 20 của quân đoàn X dưới quyền Tướng von Kraatz đến chiến trường gần Tronville lúc 1600, sau khi hành quân được 27 dặm (43 km). Các sĩ quan tham mưu của Sư đoàn 20 Bộ binh và Kraatz đã tái tổ chức quân trong khu vực lân cận Tronville và Flavigny đồng thời xác định trung quân của Quân đoàn III bị suy yếu nghiêm trọng. Kraatz ra lệnh cho sư đoàn của mình củng cố vị trí đó ngay lập tức.Trước đó tiếng gầm của đại bác đã khiến chỉ huy của Quân đoàn X, tướng von Voigts-Rhetz điều tra và khi tới Tronville, báo cáo từ tổng tham mưu trưởng Caprivi và trận chiến đang diễn ra đã thuyết phục Voigts-Rhetz di chuyển toàn bộ quân đoàn của mình ngay lập tức lúc 11 giờ 30. Tại Tronville, hai khẩu đội pháo của Quân đoàn X dưới quyền Nam tước von der Goltz kết hợp với hai khẩu đội pháo của sư đoàn và chúng tập trung hỏa lực rất thành công vào pháo binh Pháp của Grenier. Bốn khẩu đội của Thiếu tá Korber gần đó tham gia với một khẩu đội pháo ngựa kéo, cụm pháo binh của Đức sau đó đã thổi bay từng toán lính Pháp cố gắng tiếp cận ở khoảng cách 750 mét ép họ chạy thục mạng về phía bắc trong sự hỗn loạn. Đến 16h, Quân đoàn III và X có 210 khẩu pháo yểm trợ trên chiến trường. 

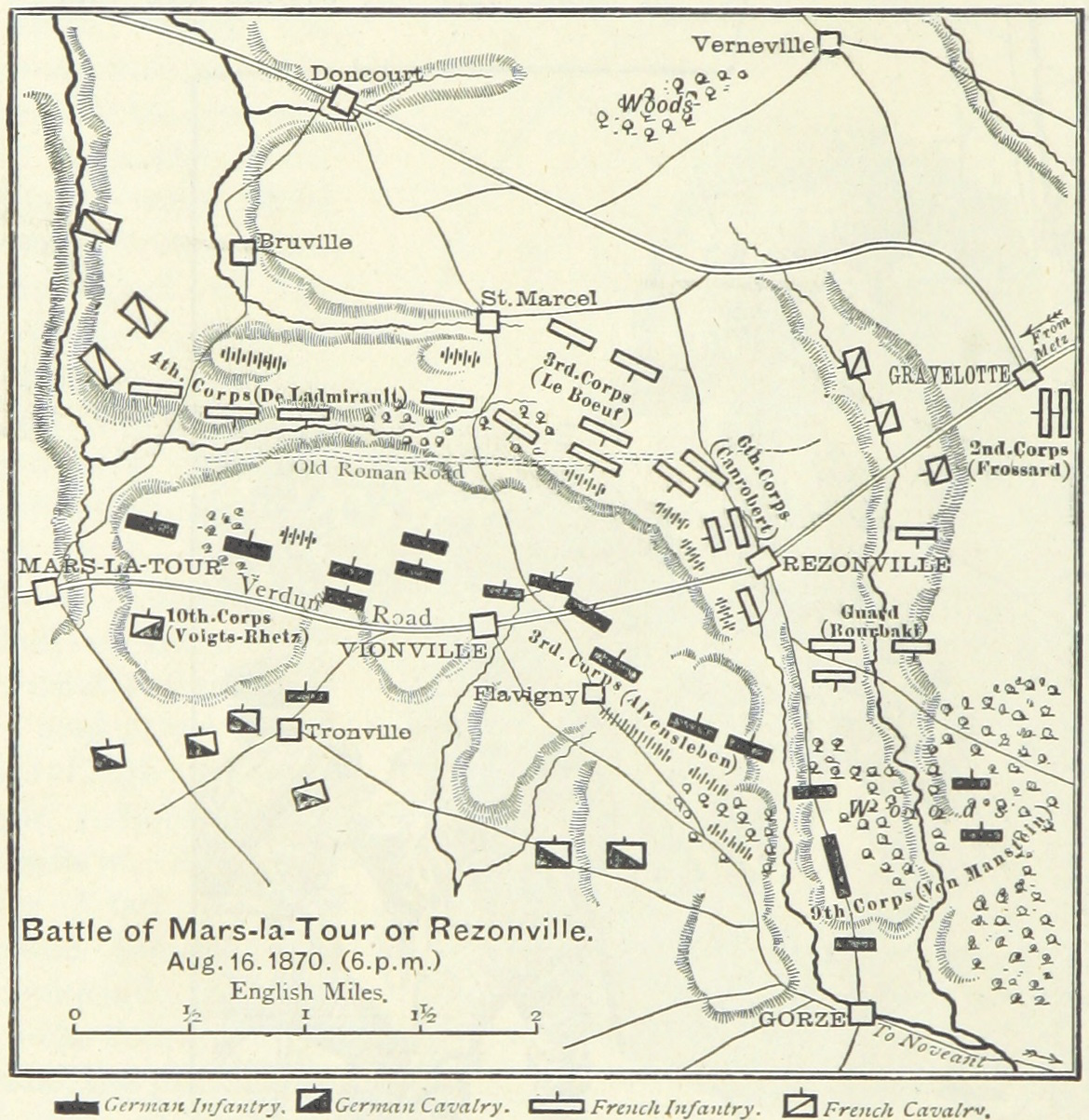
Bố trí binh lực lúc 18h00

Hai tiểu đoàn từ Trung đoàn 79 của Sư đoàn 20 triển khai gần Tronville lúc 15h30. Họ chiếm giữ vị trí ở rìa phía đông của một khu rừng gần đó và phải hứng chịu hỏa lực bộ binh Pháp bắn thẳng vào họ. Lữ đoàn 40 triển khai tại Tronville lúc 16h30 tiến lên cố gắng kiểm soát phía bắc và phía đông khu vực nhưng phải hứng chịu hỏa lực đạn pháo dữ dội của Pháp. Người Pháp vẫn có sẵn lực lượng vượt trội nhưng không tiếp tục tấn công , phần lớn nhờ vào nỗi ám ảnh của Bazaine với cánh trái của Pháp. Ông ra lệnh cho Quân đoàn 3 dưới quyền Lebouef chỉ được phép giữ nguyên vị trí. Vào lúc 15h, Bazaine phái Quân đoàn 3 đến cánh trái của mình để bảo vệ Rezonville. Do đó, hầu hết quân đội của Lebouef hoàn toàn không chiến đấu vào ngày 16 tháng 8. Mệnh lệnh của Bazaine là một sự trợ giúp tuyệt vời cho Quân đoàn III của Alvensleben.
Thân vương Friedrich Karl không nhận ra được sự nguy kịch của Quân đoàn III cho đến tận lúc 14h, khi một báo cáo từ Kraatz thông báo cho ông về tình hình. Ngay sau đó vị Thân Vương cưỡi ngựa 14 dặm (23 km) với bộ chỉ huy của mình đến chiến trường, tiến lên cao nguyên Rezonville lúc 16h để cổ vũ quân sĩ dưới quyền. Quân đoàn III và các vị trí bộ binh của Pháp đều nằm trên cao nguyên, được củng cố bởi lực lượng pháo binh mạnh mẽ, vững chắc đến mức không bên nào có thể tấn công trực diện. Friedrich Karl quyết định chỉ chiến đấu tấn công với Quân đoàn X ở cánh trái khi nó đến nơi, trong khi Quân đoàn III, với sự trợ giúp của Sư đoàn Bộ binh 20 của Quân đoàn X, sẽ chiến đấu chủ yếu với pháo binh. Các khẩu pháo của Sư đoàn 5, 16 và 20 được tập trung ở phía đông Flavigny dưới sự chỉ huy của Tướng von Bülow, nơi chúng duy trì hỏa lực liên tục vào trận địa pháo binh Pháp nằm phía bắc của con đường Metz-Verdun. Các cuộc tấn công độc lập của bộ binh Pháp đã bị pháo binh Phổ dập nát trước khi quân Pháp thậm chí có thể lọt vào tầm bắn của súng bộ binh Phổ. Hai tiểu đoàn Đức thuộc Trung đoàn 78 Friesland dưới quyền Đại tá von Lyncker đã cố gắng chiếm một điểm cao (989) về phía nam Rezonville nhưng thất bại sau khi tiến được vài trăm mét. Lyncker bị thương cùng với tất cả các chỉ huy đại đội của ông. Hai tiểu đoàn lính ném lựu của Trung đoàn 12 dưới quyền Trung tá von Kalinowski, được hỗ trợ bởi hai khẩu đội pháo của Sư đoàn 16 Bộ binh,tiến được tới một thung lũng dưới chân điểm cao 989. Ba tiểu đoàn thuộc Sư đoàn 20 Bộ binh đã đến và cũng cố gắng chiếm được điểm cao 989, cũng thất bại dưới hỏa lực của Pháp. Dù vậy họ cũng kiểm soát được một vị trí trên sườn dốc và đánh bại mọi nỗ lực của quân Pháp nhằm đẩy lính Phổ trở lại. Ngoài những thành công và thất bại tương đối khiêm tốn này, tình hình của Quân đoàn III đã ổn định vào lúc 17h.

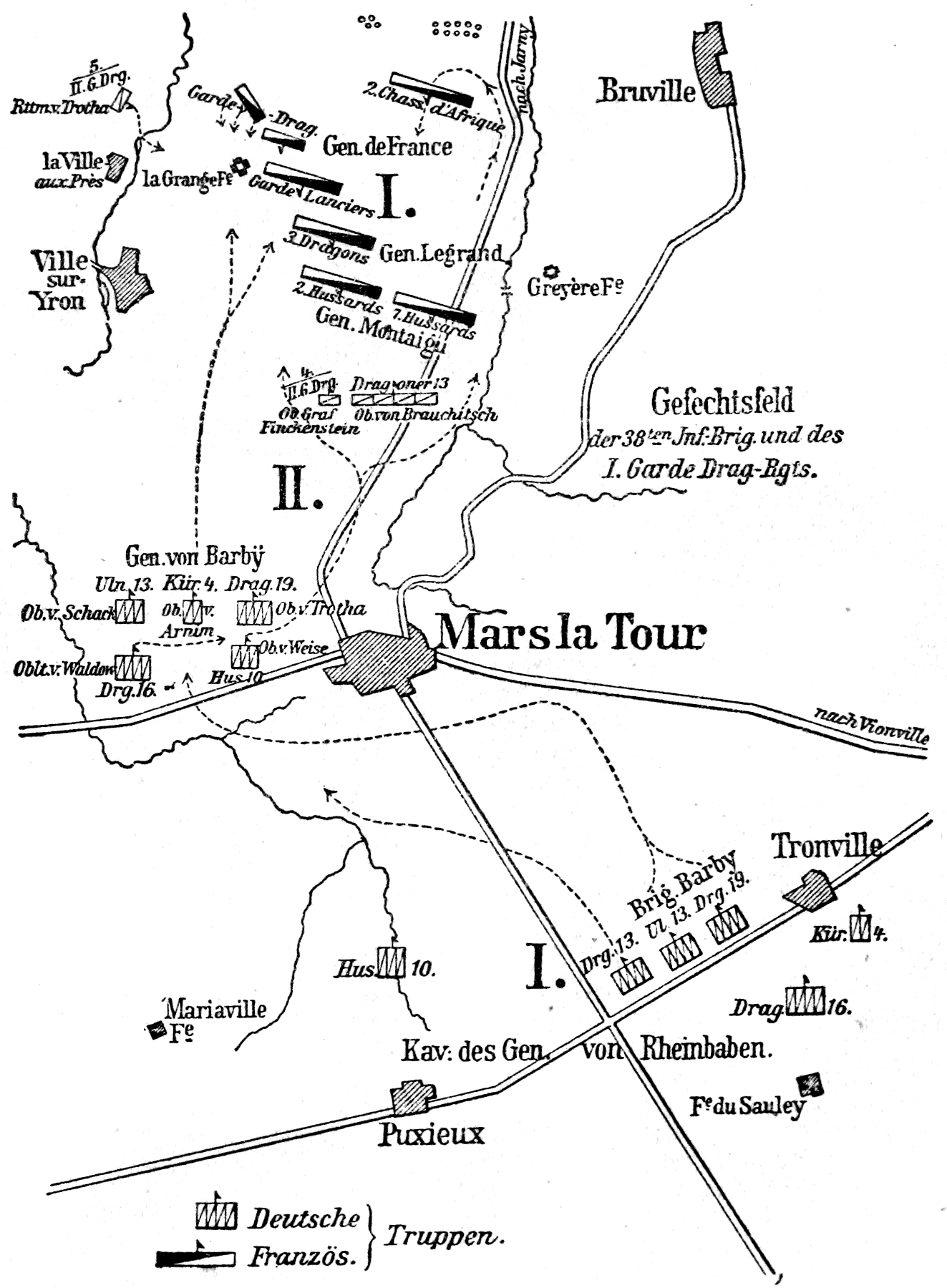
Trận chiến của kỵ binh hai bên lúc 18h45

Trong khi đó, một nửa Sư đoàn 19 Bộ binh dưới quyền Tướng Emil von Schwartzkoppen đã tới Tronville và Kraatz yêu cầu họ tấn công cánh phải của Pháp về phía đông bắc. Schwartzkoppen chuyển quân ra ngoài và tập trung Lữ đoàn 39 của mình trong một vòng cung phía đông bắc của Mars-la-Tour. Vào lúc 17h00, các đại đội bộ binh của Lữ đoàn 39 đã tiến lên phía đông bắc trong những đợt xung phong 100 mét, nằm xuống và lại lao lên, tất cả đều nằm trong tầm hỏa lực súng trường chassepot và mitrailleuse của Pháp .Khi năm tiểu đoàn của nó đã ở khoảng cách còn 30 mét tới vị trí của bộ binh sư đoàn Grenier, Bộ binh Pháp nổ súng và tàn sát quân Phổ. Thêm vào thảm họa của Phổ, Sư đoàn của Cissey tạt sườn cánh trái của họ. Lữ đoàn 39 rút lui và hỏa lực truy đuổi của Pháp gần như đã tiêu diệt tàn quân của nó. Khoảng 300 lính Phổ kiệt sức, sau khi hành quân 27 dặm và tấn công người Pháp ngay lập tức khi đến, đã bị quân Pháp bắt sống.
Vào lúc 18h, quân Pháp vượt qua khe núi phía bắc con đường La Mã và tiến lên Mars-la-Tour. Kỵ binh của Voigts-Rhetz đã phát động các đợt xung phong liên tục để ngăn chặn chúng buộc lính Pháp rút lui trở lại khe núi. Trung đoàn bộ binh số 13 của Sư đoàn Grenier bị đốn hạ và trung đoàn thiết kỵ d'frique thứ 2 buộc phải quay trở lại. Người Đức đã sử dụng thời gian và không gian thu được để triển khai nhiều pháo binh hơn nhằm củng cố sườn bên trái của mình. Quân đoàn 4 của Landmirault triển khai sáu trung đoàn kỵ binh ở sườn bên trái phía tây Bruville và phía bắc Mars-la-Tour. Lữ đoàn kỵ binh của Barby và hai trung đoàn nữa được tung ra để đối đầu với họ. Vào lúc 18h45, các đơn vị kỵ binh hai bên lao vào nhau số lính tham chiến lên đến 5.000 kỵ binh và 40 khối kỵ binh. Mỗi bên tìm cách tạt sườn đối phương trong cuộc hỗn chiến. Cuối cùng các trung đoàn Đức đã thành công trong việc xung phong vào sườn và hậu quân của Pháp, toàn bộ lực lượng kỵ binh Pháp tan rã như thể đây là một thói quen, chạy về phía Bruville với những đám mây bụi bay phía sau họ. Sau chiến thắng hoàn toàn trong trận chiến kỵ binh lớn nhất và quan trọng nhất của toàn bộ Chiến tranh Pháp-Phổ, các trung đoàn kỵ binh Phổ đã sắp xếp lại hàng ngũ của mình và rút về phía Mars-la-Tour, đánh bại mối đe dọa bên cánh trái của Phổ. Khi bóng tối đến gần, Landmirault phải từ bỏ mọi nỗ lực chiếm lấy Mars-la-Tour và Tronville. Đến lúc 19h, các vị trí của Phổ ở phía bắc Tronville không còn bị cản trở để tránh khỏi hỏa lực quấy rối từ pháo binh Pháp.
Bên cánh phải quân Phổ, Quân đoàn IX dưới quyền Tướng Albrecht Gustav von Manstein đến chiến trường lúc 16h. Trung đoàn 72 của Sư đoàn 16 Bộ binh đã giành được các rìa phía bắc của Bois de St. Arnould vào lúc 17h và tiến lên sườn núi về phía bắc. Mặc dù hỏa lực không ngớt của quân Pháp gây thương vong đáng kể, Trung đoàn đã chiếm được điểm cao (970) nhưng sau đó bị quân dự bị Pháp đẩy lùi vào lúc 17h30. Trung đoàn 40 tiến lên hỗ trợ và lấy lại sườn núi 970, nhưng lần nữa bị buộc phải rút lui trước quân dự bị áp đảo của Pháp. Trung đoàn 11 theo bước tấn công và lấy lại điểm cao vào lúc 18h rồi cũng bị buộc phải rút lui bởi binh lực dự trữ dồi dào của Bazaine. Quân Pháp thừa thắng xông lên để khai thác thành công nhưng nhanh chóng bị đẩy lùi khi tiến vào tầm bắn của bộ binh Phổ.
Khoảng quanh lúc 18h00, Bazaine ra lệnh cho lữ đoàn 2 Voltigeurs của Lực lượng vệ binh để đảm bảo cao điểm 989. Họ thành công chống lại bộ binh Phổ nhưng hỏa lực pháo binh chính xác của Phổ buộc quân Pháp phải từ bỏ nó. Ở phía nam của điểm cao 970, chiến đấu diễn ra sau lúc 19h00, không bên nào có thể giành được khu vực này nhờ hiệu quả của hỏa lực của đối phương. Với toàn bộ sức mạnh của Quân đoàn IX triển khai ở cánh trái lúc 19h00, Hoàng tử Friedrich Karl đã ra lệnh cho Quân đoàn III và X di chuyển trên Rezonville. Quân Phổ tiến lên nhưng không được xa do quân Pháp vẫn còn rất mạnh, dù pháo binh Pháp lạc hậu hơn họ vẫn gây nhiều thương vong cho quân tấn công buộc người Đức dừng lại. Sư đoàn kỵ binh số 6 đã được Friedrich Karl lệnh cho xung phong vào lính bộ binh Pháp dọc theo con đường Rezonville nhưng dù gây rối loạn cho một số đơn vị địch, họ không thể tiến thẳng vào hỏa lực bộ binh Pháp.Vì sức mạnh của lực lượng Pháp tại chỗ quá lớn, cuộc tấn công chính của Friedrich Karl vào Rezonville đã không được thực hiện. Chiến trường ổn định trở lại và trận chiến kết thúc lúc 21h00 sau mười hai giờ giao chiến.

## Sau trận đánh

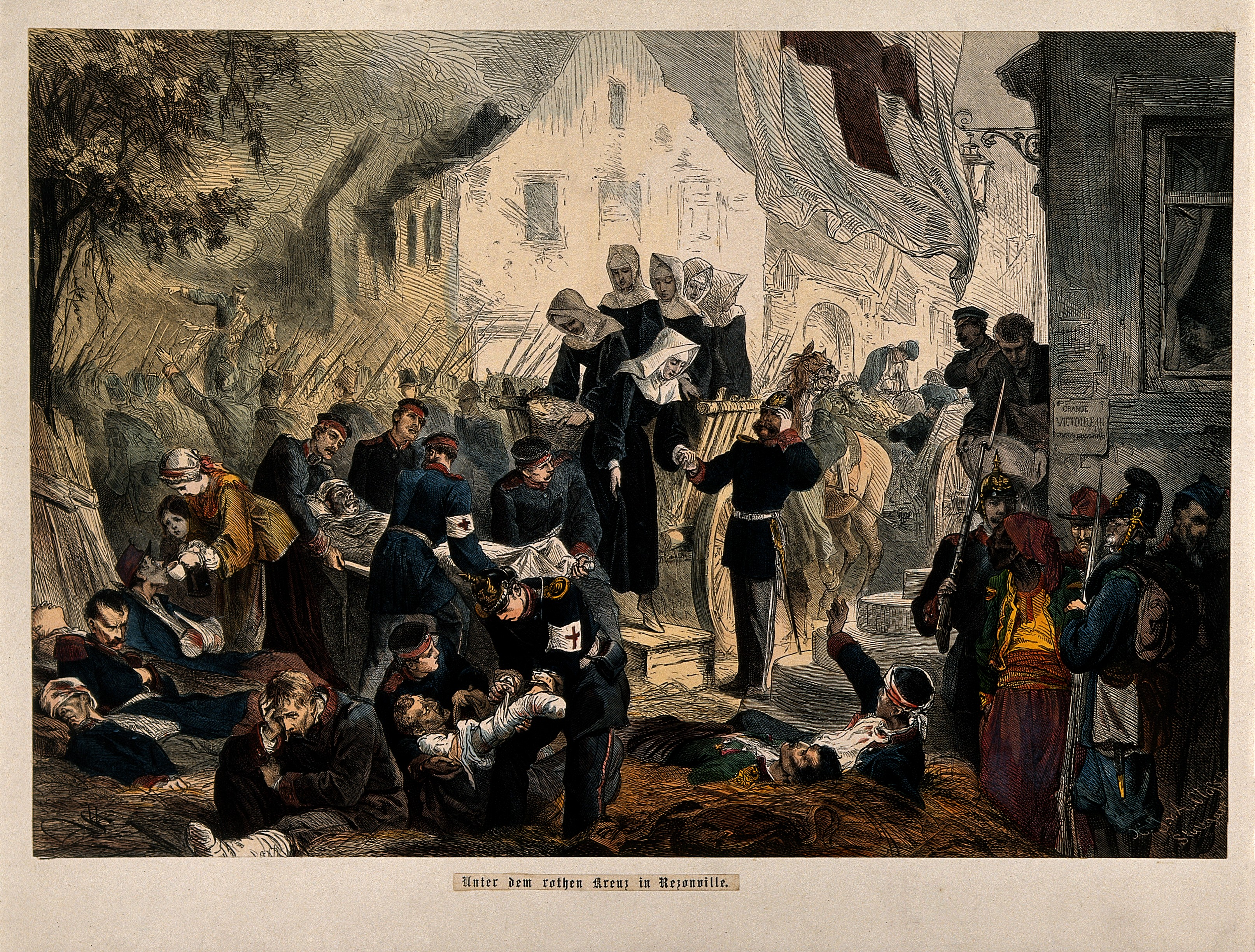
Điều trị cho binh sĩ Phổ bị thương tại Rezonville.

Khoảng giữa 22h00 đến 23h00, Friedrich Karl đã ra lệnh cho quân Cận vệ và Quân đoàn XII tập hợp tại Mars-la-Tour vào ngày 17. Sau một loạt các báo cáo về trận chiến từ Quân đoàn III và X và các sĩ quan hiện tại, trụ sở hoàng gia vào chiều ngày 16 tháng 8 đã ra lệnh cho Tập đoàn quân 1 dưới quyền Steinmetz chuẩn bị vượt qua Moselle sang bờ trái. Steinmetz thực hiện mệnh lệnh và hai cây cầu phao đã được dựng lên vào đêm 16-17 tháng 8 cho Quân đoàn VII và VIII. Người Đức đã tích lũy tất cả các lực lượng có sẵn để đánh bại bất kỳ cuộc tấn công nào của Pháp vào ngày 17 tháng 8.
Bazaine tin rằng ông đã chiến đấu với lực lượng tương đương vào ngày 16 tháng 8 và sẽ phải đối phó với một kẻ thù cực kỳ vượt trội vào ngày 17 tháng 8.Quân Pháp đã sử dụng một lượng đạn khổng lồ trong ngày hôm ấy và phải bổ sung đạn thuốc men cũng như lương thực để có thể chiến đấu tiếp. Các đoàn xe tiếp tế của Pháp đã tụt lại quá xa gần Moselle để có thể tiếp tế vào ngày 16 tháng 8. Lính Pháp đã kiệt sức về thể chất và bị chấn thương tâm lí bởi trận chiến kéo dài, khốc liệt và bị đạn pháo Đức bắn nhừ cả ngày. Nêu ra sự cần thiết phải có thêm đạn dược và khoảng cách quá xa từ các đoàn xe tiếp tế, Bazaine đã ra lệnh vào đêm 16-17 tháng 8 để quân đội của ông ta quay trở lại gần Metz. Vị trí phòng thủ vững chắc của pháo đài, theo ông, sẽ cho phép ông gây ra tổn thất lớn cho quân Đức và nghiền nát quân đội của họ. Sau khi tiếp tế, Bazaine sẽ bắt đầu lại cuộc diễu hành đến Meuse vào ngày 19 và 20 tháng 8. Mặc dù có một số cuộc giao tranh vào ngày 17 tháng 8, quân Phổ đã không theo đuổi quân Pháp, vì tấn công ngày hôm đó không phải là ý định của họ. Người Pháp rút về cao nguyên Plappeville ở phía đông Gravelotte trong suốt cả ngày. Ở đó, Trận chiến Gravelotte sẽ được chiến đấu vào ngày 18 tháng 8.

#### Đánh giá
Về mặt chiến thuật, không bên nào thành công trong việc đánh bật đối phương khỏi vị trí của họ trong ngày. Người Pháp rút lui trong đêm, mặc dù vậy, trận chiến là một chiến thắng chiến lược của người Phổ. Bazaine đã thất bại trong việc đến Verdun, ông không nhận thức được rằng quân Phổ đã bủa vây Tập đoàn quân của mình và không còn liwaj chon nào khác ngoài đánh trận Gravelotte. Sau trận Gravelotte vào ngày 18 tháng 8, quân Phổ đã nhốt Bazaine vào thành phố vào ngày 19 tháng 8 và cuộc bao vây Metz xảy ra sau đó, kết thúc bằng sự đầu hàng của Tập đoàn quân sông Rhine vào ngày 27 tháng 10.
Cuộc tấn công tử thần của của Von Bredow "có lẽ là cuộc tấn công kỵ binh thành công cuối cùng trong chiến tranh Tây Âu". Thành công của nó đã tạo được tiếng vang trong các nhà sử học quân sự, điều này tạo ra một huyền thoại cho thấy trong một vài thập kỷ 'Thành tựu của Bredow là chuẩn mực', kỵ binh vẫn có thể đóng vai trò quyết định trong trận chiến hiện đại giữa các lực lượng được trang bị tương đương, và vì vậy kỵ binh tiếp tục là một phần của lực lượng vũ trang của các cường quốc châu Âu trong nửa thế kỷ tiếp theo.
15 khẩu đội pháo của Quân đoàn III đã tiêu tốn 11,520 viên đạn trong trận chiến, trung bình 768 viên đạn mỗi khẩu đội. Sau khi tiêu thụ 2.740 viên đạn khác tại Gravelotte vào ngày 18 tháng 8, quân đoàn hồi phục vào ngày 20 tháng 8 khi đã hoàn toàn dùng hết năm khối đạn pháo được cấp cho họ, cũng như hai khối đạn khác được bổ sung từ các quân đoàn khác. 25 tiểu đoàn của Quân đoàn III đã bắn 720.496 viên đạn vũ khí nhỏ trong trận chiến, trung bình 28.819 mỗi tiểu đoàn. Một số tiểu đoàn bộ binh tiền tuyến của Quân đoàn III tại Mars-la-Tour là đội hình bộ binh đầu tiên của Đức phải đối mặt với tình trạng thiếu đạn dược quan trọng trong chiến tranh. Quân đoàn III, giống như tất cả các quân đoàn Đức khác, có nguồn cung cấp đạn dược dồi dào; vấn đề là các tiểu đoàn bộ binh ở mặt trận đã giao chiến liên tục với kẻ thù đến nỗi họ trở nên quá tách biệt với các xe đạn dược và việc bổ sung nhanh là khó khăn hoặc không thể. Tình trạng thiếu đạn dược chỉ giới hạn ở một số đơn vị tiền tuyến; Nhìn chung, tại Mars-la-Tour và trong toàn bộ cuộc chiến, chi phí đạn dược của bộ binh Đức ít hơn dự kiến.

#### Thương vong
Tổn thất của quân Đức là 15.799 sĩ quan và binh lính, bao gồm 236 sĩ quan và 4.185 người chết hoặc chết vì vết thương, 470 sĩ quan, 9,932 người và 9 bác sĩ phẫu thuật bị thương và 5 sĩ quan và 962 người mất tích.Tổng số ngựa bị mất là 2.736. Quân đoàn III chịu 44,0% thương vong của quân Đức và mất 6.955 sĩ quan, binh lính và bác sĩ phẫu thuật, bao gồm 1.863 người chết hoặc chết vì vết thương, 4.889 người bị thương và 203 người mất tích.
Người Pháp mất 17.007 sĩ quan và đàn ông, bao gồm 879 sĩ quan và 16.128 người, cùng với một khẩu pháo.